# Tentative de vente d'Énergie NB à Hydro-Québec
La vente d'Énergie NB à Hydro-Québec est une transaction négociée entre les gouvernements du Nouveau-Brunswick et du Québec en 2009 et 2010 en vue du transfert de certains actifs de l'entreprise publique néo-brunswickoise à la société d'État québécoise. Une entente de principe de 3,2 milliards de dollars avorte finalement en mars 2010.

## Première entente de principe
Le 29 octobre 2009, le premier ministre du Nouveau-Brunswick, Shawn Graham, signe un protocole d'entente avec son homologue québécois, Jean Charest, qui prévoit la vente de la plupart des actifs d'Énergie NB à Hydro-Québec pour la somme de 4,75 milliards de dollars. En vertu de l'entente, Hydro-Québec obtient le monopole du transport et de la distribution d'électricité au Nouveau-Brunswick à l'exception de trois réseaux municipaux, situés à Edmundston, Saint-Jean et Perth-Andover. L'entente est intervenue après des négociations qui ont duré 9 mois et qui ont été entreprises à la demande du Nouveau-Brunsiwck.
La transaction comprend aussi l'achat de la centrale nucléaire de Point Lepreau (635 MW), de 7 centrales hydroélectriques d'une puissance totale de 895 MW, dont la centrale de Mactaquac (672 MW), et des turbines à combustion utilisées en période de pointe, mais exclut spécifiquement les centrales thermiques de Dalhousie, Belledune et Coleson Cove, qui seront graduellement retirées du service. L'entente prévoit également une réduction des tarifs industriels d'électricité, afin de les ramener au même niveau que ceux du Québec, ainsi qu'un gel de cinq ans des tarifs d'électricité pour les clients résidentiels et commerciaux. 
D'après une analyse économique  commandée par le gouvernement du Nouveau-Brunswick à la firme NERA Economic Consulting de Washington, l'entente de principe permettrait aux consommateurs néo-brunswikois d'économiser 5,6 milliards de dollars entre 2011 et 2040, comparativement au statu quo. L'étude indique que les consommateurs résidentiels, commerciaux et de gros profiteront de plus de 60 % des économies, mais qu'elles se matérialiseront sur une période plus longue que les rabais accordés aux grands utilisateurs industriels.

### Débat public sur la vente

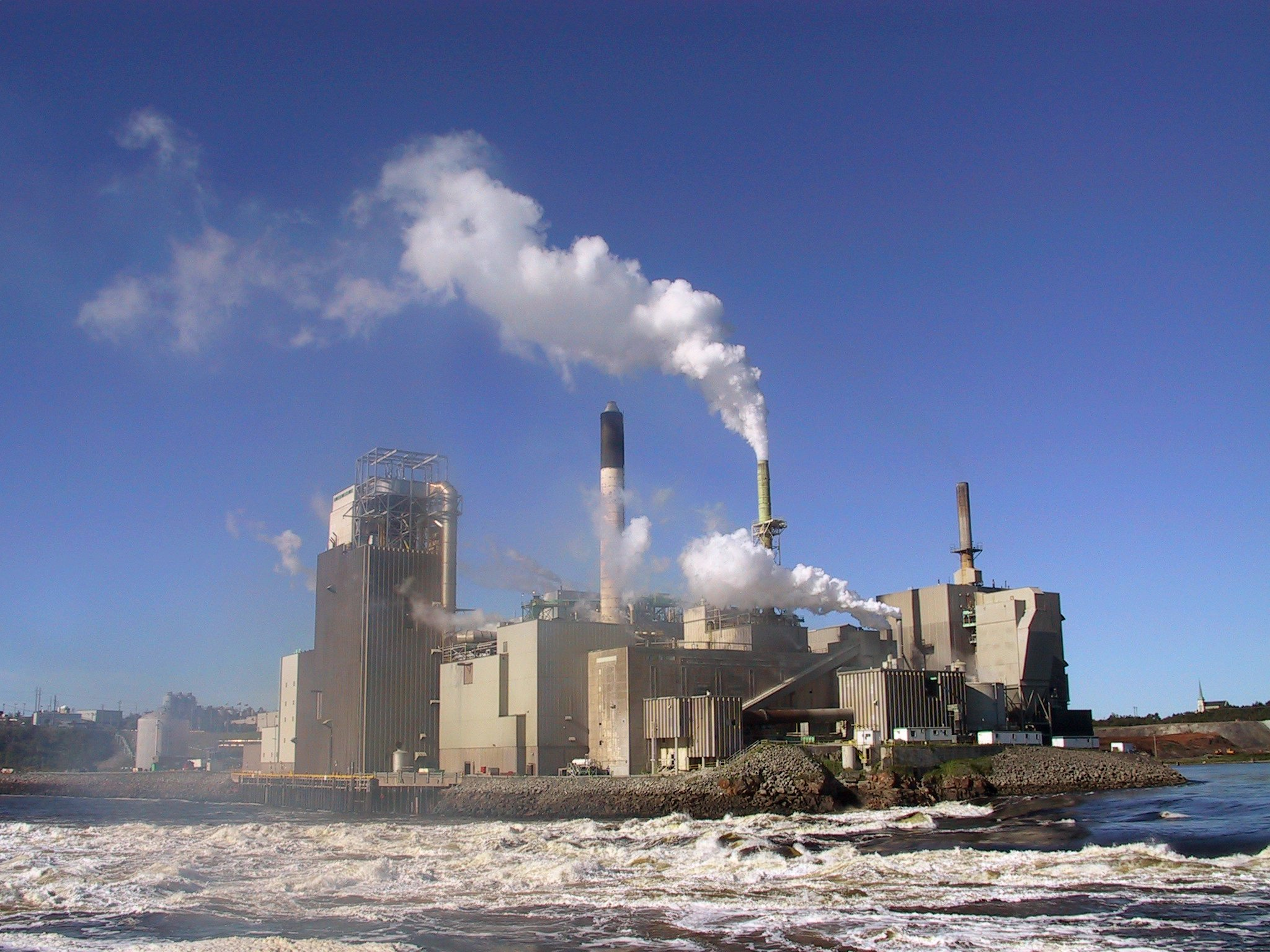
Les usines de pâte à papier, comme celle de J.D. Irving à Saint-Jean comptent parmi les principaux clients d'Énergie NB.

L'entente de principe controversée, notamment en raison de la fermeture de la centrale au mazout lourd de Dalhousie et de l'effet sur la concurrence d'un compétiteur de la taille d'Hydro-Québec dans le petit marché des provinces maritimes et du Maine, doit être entérinée par l'Assemblée législative du Nouveau-Brunswick avant d'entrer en vigueur. Les chefs des deux partis d'opposition au Nouveau-Brunswick, David Alward du Parti progressiste-conservateur et Roger Duguay, du NPD ont annoncé qu'ils s'opposaient à l'entente, jugeant qu'il était préférable que le Nouveau-Brunswick conserve la propriété de l'entreprise.

#### Accueil dans la presse
La presse, tant au Nouveau-Brunswick qu'au Québec, a accueilli positivement l'entente de principe entre les deux gouvernements. Les trois quotidiens anglophones du groupe Brunswick News, propriété de la famille Irving, ont salué la vente, le quotidien provincial Telegraph-Journal la présentant comme « l'affaire du siècle » et la comparant même à l'équivalent contemporain du rapport Byrne, qui est à l'origine du programme de Chances égales du gouvernement de Louis J. Robichaud tandis que le Times & Transcript de Moncton estime qu'elle « élimine un lourd fardeau ». Jean Saint-Cyr de L'Acadie nouvelle, appuie la transaction de manière plus nuancée, soulignant l'impasse financière à laquelle faisait face la société de la Couronne néo-brunswickoise.
À Montréal, Sophie Cousineau de La Presse estime que l'entente est audacieuse et qu'elle procurera des bénéfices aux deux provinces, mais prévient qu'elle fera face à une forte opposition au Nouveau-Brunswick alors que son collègue Jean-Robert Sansfaçon du Devoir considère que la transaction proposée apporte un début de réponse au scepticisme de ceux qui, au Québec, craignent que la société d'État québécoise se retrouve en situation de surplus d'électricité.

#### Réactions négatives
La signature de l'entente de principe a donné lieu à un débat très vif dans l'opinion publique néo-brunswickoise au cours de l'automne 2009. Les milieux d'affaires se prononcent très largement en faveur de l'entente,,,,, mais les autres réactions à la signature ont été beaucoup plus négatives. En plus des partis d'opposition, le premier ministre de Terre-Neuve-et-Labrador, Danny Williams, une association de producteurs d'électricité indépendants de la Nouvelle-Angleterre, la section locale 37 de la Fraternité internationale des travailleurs en électricité, qui représente 2 200 employés d'Énergie NB ainsi que des partisans du développement de l'énergie éolienne ont dénoncé l'entente, qu'ils jugent défavorable aux intérêts du Nouveau-Brunswick. Cependant, après avoir exprimé des réticences, le gouverneur du Maine, John Baldacci qualifie la vente d'Énergie NB de « pas positif vers l'avant » au début de 2010,.
Les opposants dans le grand public se sont organisés contre la vente en formant un groupe sur le réseau social Facebook, qui comptait 14 000 membres cinq jours après l'annonce du protocole d'entente. À l'appel du groupe et d'organisations syndicales, environ 600 personnes ont participé à une manifestation devant l'Assemblée législative du Nouveau-Brunswick lors de la reprise des travaux parlementaires, le 17 novembre 2009. Un sondage Léger Marketing mené pour les quotidiens du groupe Québecor Média à la mi-novembre 2009 indique que 60 % des Néo-Brunswickois interrogés s'opposent à la transaction proposée, contre seulement 22 % qui se déclarent en faveur. La situation est inversée au Québec, où 55 % des Québécois interrogés appuient l'achat d'Énergie NB par l'entreprise d'électricité québécoise, contre 14 % qui s'y opposent,.

## Deuxième entente de principe
Après deux mois de controverses et des informations selon lesquelles cinq députés libéraux, dont trois ministres, étaient opposés à l'entente initiale ont amené le ministre des Finances, Greg Byrne, à annoncer le 18 janvier 2010, la conclusion d'une nouvelle ronde de négociations entre les représentants du Nouveau-Brunswick et du Québec.
Deux jours plus tard, le Nouveau-Brunswick annonce un nouvel accord qui réduit la portée de l'entente initiale. Hydro-Québec ferait l'acquisition des sept centrales hydroélectriques (895 MW), des centrales d'appoint au diesel de Millbank (400 MW) et de Sainte-Rose (100 MW) et de la centrale nucléaire de la Pointe Lepreau (635 MW), à la fin de sa réfection, pour la somme de 3,2 milliards de dollars.
L'entente prévoit que les divisions de transport et de distribution d'Énergie NB resteront la propriété du Nouveau-Brunswick, qui conclurait une entente d'approvisionnement à long terme. En vertu de ce contrat d'approvisionnement, la société d'État québécoise fournirait un volume maximal de 14 térawatts-heures d'électricité à 7,35 cents le kilowatt-heure, permettant de maintenir le gel des tarifs résidentiels et commerciaux pendant cinq ans. Les industries de taille moyenne verront leurs tarifs réduits de 15 % alors que les grandes entreprises consommatrices bénéficieraient d'une baisse de 23 %, plutôt que de 30 % en vertu de l'entente initiale. Le tarif de gros contenu dans le contrat serait maintenu pendant cinq ans puis indexé en fonction d'indice des prix à la consommation du Nouveau-Brunswick.
La deuxième entente de principe recueille un accueil plus positif de la part de certains intervenants qui avaient exprimé leurs réticences, dont le premier ministre de Terre-Neuve, Danny Williams

## Échec de la vente
Le 24 mars 2010, le bureau du premier ministre du Québec annonce le retrait de l'offre d'achat d'Énergie NB, à la suite de la découverte de surcoûts.